# سایبرمن (فیلم)
«سایبرمن» (انگلیسی: Cyberman) فیلمی در ژانر مستند به کارگردانی Peter Lynch است. از بازیگران آن می‌توان به ویلیام گیبسون اشاره کرد.